# Malcolm Rifkind
Sir Malcolm Leslie Rifkind (Edimburgo, 21 giugno 1946) è un politico britannico, membro del Partito Conservatore.

## Biografia
Discendente da una famiglia di ebrei lituani scappati in Scozia per sfuggire ai pogrom russi, è stato Segretario di Stato per gli affari esteri e del Commonwealth britannico dal 1995 al 1997 nel governo di John Major, biennio durante il quale la sua linea sulla questione europea si è mossa in continuità con quella del suo predecessore, presentandosi ossia molto tiepido sull'adozione dell'Euro ma considerando un dato inalienabile l'appartenenza del Regno Unito all'Unione europea (un orientamento definito spesso con il termine "eurorealista").
È anche autore di molte pubblicazioni a carattere politico.